# 千々石直員
千々石 直員（ちぢわ なおかず）は、戦国時代の武将。肥前国釜蓋城主。天正遣欧使節の千々石紀員（ミゲル）の父。

## 略歴
有馬晴純の子として誕生。千々石氏の養子となる。
永禄6年（1563年）、後藤貴明に属して実兄・大村純忠と争う。元亀元年（1570年）、横造城を守って戦い、龍造寺氏に攻められ家老・木戸高九郎と共に自刃した。